# لاين سنكلير
إيان سينكلير (بالإنجليزية: Iain Sinclair)‏ هو صانع أفلام وكاتب بريطاني، ولد في 11 يونيو 1943 في كارديف في المملكة المتحدة.
تمزج أعماله الأدبية بين السيرة الذاتية والخيال والتأريخ الثقافي، والتي ترتبط بشكل وثيق بالمفهوم الجغرافيا النفسية (Psychogeography). تتناول أعماله، مثل London Orbital وLights Out for the Territory، العلاقة المعقدة بين الإنسان والفضاء الحضري، مسلطة الضوء على الطبقات الخفية للمدن وتاريخها الاجتماعي والسياسي. يستخدم سينكلير المشي كأداة أساسية لاستكشاف المدينة، حيث يمزج بين الملاحظة اليومية والبحث العميق لفهم تأثير البيئة المادية على الحالة النفسية للأفراد. يتجلى عمله كجسر بين الأدب والفلسفة الحضرية، حيث يدعو القارئ إلى إعادة التفكير في كيفية تفاعلهم مع الفضاءات المألوفة والمهملة.

## وصلات خارجية
- لاين سنكلير على موقع IMDb (الإنجليزية)
- لاين سنكلير على موقع ميوزك برينز (الإنجليزية)
- لاين سنكلير على موقع إن إن دي بي (الإنجليزية)
- لاين سنكلير على موقع ديسكوغز (الإنجليزية)
- لاين سنكلير على موقع قاعدة بيانات الفيلم (الإنجليزية)